# Softwareudvikling
Softwareudvikling (fra engelsk software development) er et fagområde som omhandler at systematisk designe, programmere, teste og vedligeholde software. Softwareudvikling foretages typisk af personer, der er uddannet inden for datalogi med en kandidatgrad, mastergrad eller Ph.D. selvom også en bachelor er acceptabel.
Ifølge softwareudvikler Eric Sink, er der forskel på systemdesign, softwareudvikling og programmering. Allerede på nuværende tidspunkt er der på arbejdsmarkedet forskel på programmører og udviklere, hvor den som implementer ikke er den samme som den, der designer klassestrukturen eller klassehierarkiet. Dog ender mange udviklere med at blive softwarearkitekter, der specifikt designer arkitekturer i flere niveauer og designer interaktionen imellem komponenterne i større softwaresystemer.
Software er instruktionerne som fortæller computere hvad de skal gøre. Over alt i den moderne verden findes software, fra medicinsk udstyr til i en atomreaktor og computerspil. Små stumper af software findes i ting som mikrobølgeovne og komplekst software findes i styringssystemerne til rumfærgen. Mange programmer indeholder millioner af linjer af kildekode og har strenge krav til opførsel.
Hensigten med fagområdet er at lave billigere og mere pålidelig software, samtidig med at det skal gøre arbejdet nemmere for programmørerne.

## Eksterne links
- Wikimedia Commons har flere filer relateret til Softwareudvikling